# Богиев, Вадим Иосифович
Вади́м Ио́сифович Бо́гиев (осет. Богъиты Иосифы фырт Вадим; род. 27 декабря 1970, Цхинвали) — российский борец вольного стиля, чемпион Олимпийских игр в Атланте. Заслуженный мастер спорта (1996).

## Биография
Родился 27 декабря 1970 года в городе Цхинвал, Южная Осетия в осетинской семье. Окончил цхинвальскую школу № 6. Борьбой начал заниматься с 10 лет, первым тренером был Тимур Санакоев, который обучил Вадима всем азам вольной борьбы. В последующие годы он тренировался у Маргиева Анатолия Хазбиевича. После победы на Олимпиаде в Атланте Вадим решил оставить большой спорт в возрасте 26 лет. Женат, воспитывает пятерых детей: три сына и две дочери.

## Спортивные достижения
- Олимпийский чемпион (1996)
- Трёхкратный чемпион Европы (1994, 1995, 1996)
- Обладатель Кубка мира в Москве (1992)
- Чемпион России в Москве (1993)
- Двукратный победитель турнира серии Гран-при «Иван Ярыгин»
- Чемпион мира среди молодёжи в Улан-Баторе (1989)
- Победитель первенства мира среди юношей в Австрии (1988)
- Чемпион Европы среди молодежи в Польше (1988)
- Победитель молодёжного первенства СССР (1988)

## Награды и звания
- Орден Дружбы (6 января 1997 года) — за заслуги перед государством и высокие спортивные достижения на XXVI летних Олимпийских играх 1996 года[1]